# 이스라엘 성지 박물관

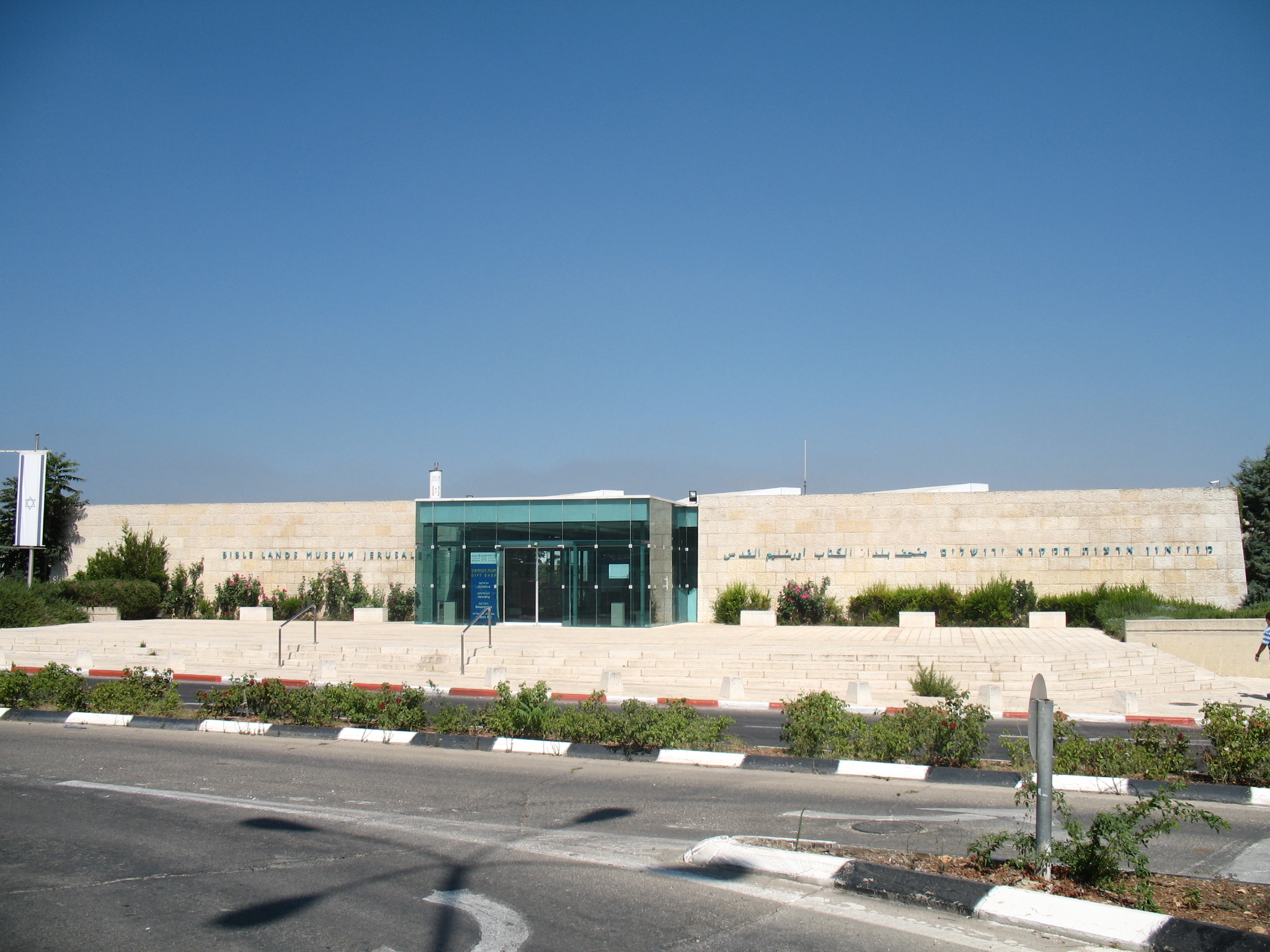

이스라엘 성지 박물관은 이스라엘 예루살렘에 위치한 고고학 박물관이다. 타나크에 언급된 사람과 문화 중 고대 이집트인, 가나인, 팔레스타인인, 아람인, 히타이트인, 페니키아인, 페르시아인에 대해 연구 및 전시를 한다. 인근의 다른 박물관으로는 이스라엘 박물관과 이스라엘 문화재 관리국이 있다.